# 北阿纳多卢山脉
北阿纳多卢山脉（土耳其語：Kuzey Anadolu Dağları），又名本都山脉、庞廷山脉、朋提克山脉、东黑海山脉（英語：Pontic Mountains），是土耳其北部的山脈，從西邊的馬爾馬拉海一直沿黑海南岸向東伸延至格魯吉亞，山脈北坡長有茂密的落葉、松柏樹林，並以針葉樹為主，是高加索松雞、金額絲雀、紅翅旋壁雀等野生雀島的棲息地。面向安那托利亞高原的南坡則大多沒有植被覆蓋。
北阿纳多卢山脉南方為安那托利亞高原，相比山脈北方一列狹窄的黑海海岸有著更為乾燥的大陸性氣候。由於被北阿纳多卢山脉西段多座1525-1800米的山巒，以及東段3000-4000米的高山所分隔，從黑海海岸（本都）進入南部的內陸高原只能取道北阿纳多卢山脉中的數道峽谷。因此歷史上山脈北邊的狹窄海岸一直與安那托利亞高原所分隔。

## 圖片

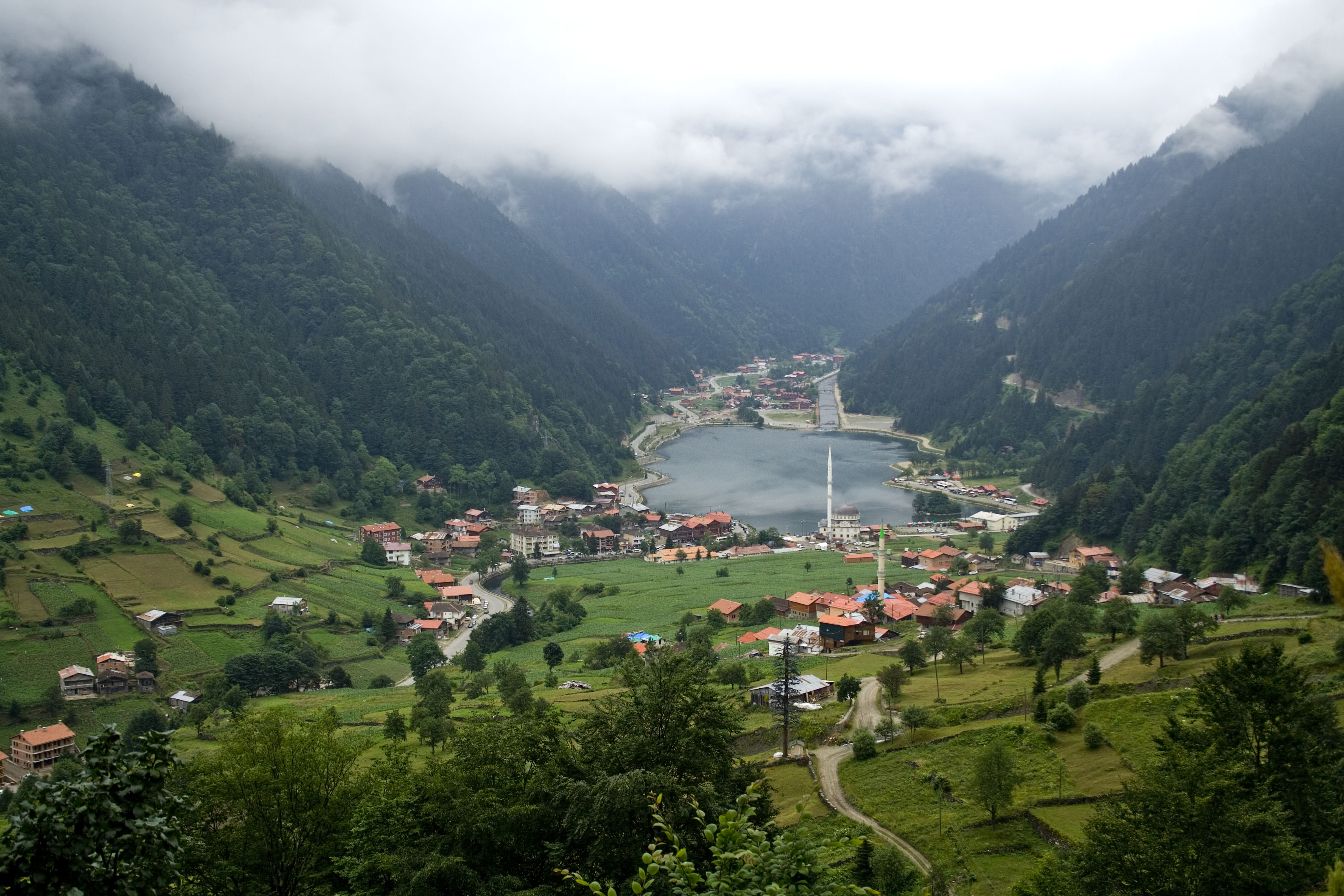
靠近特拉布宗的一處峽谷
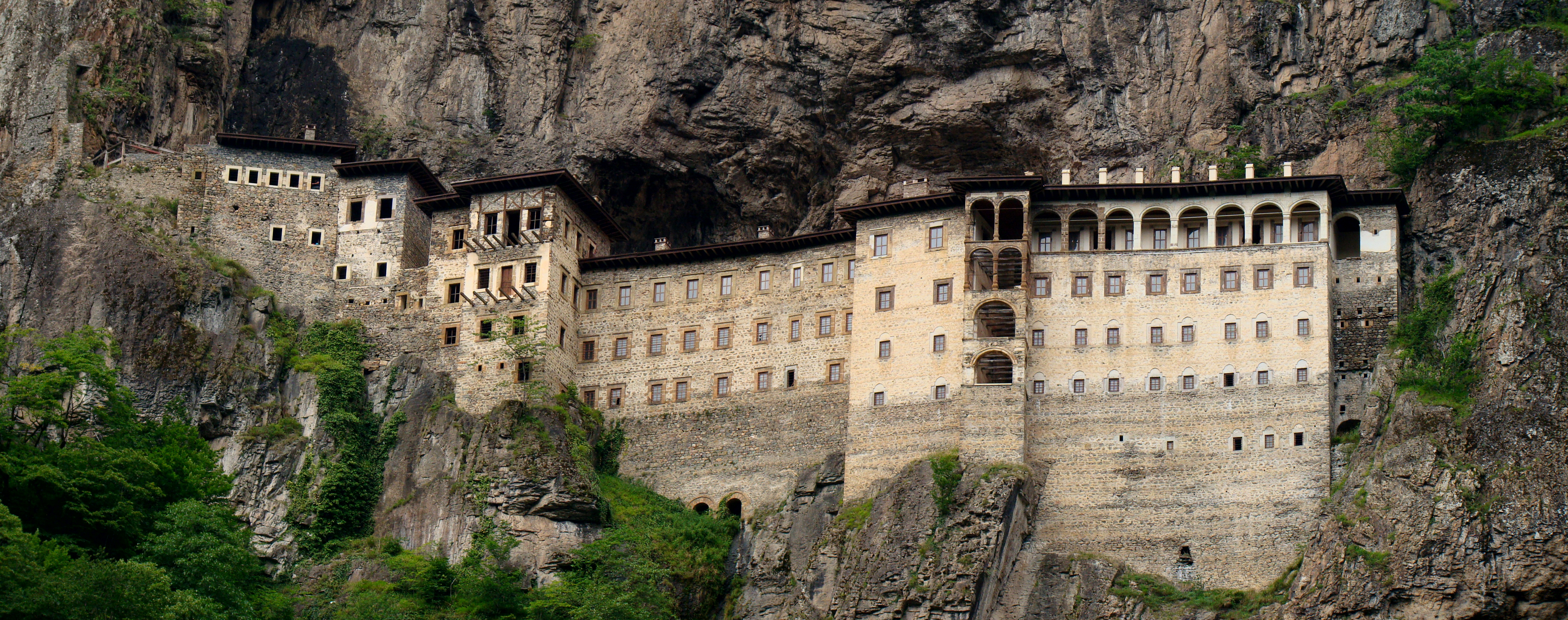
山壁上的蘇美拉修道院
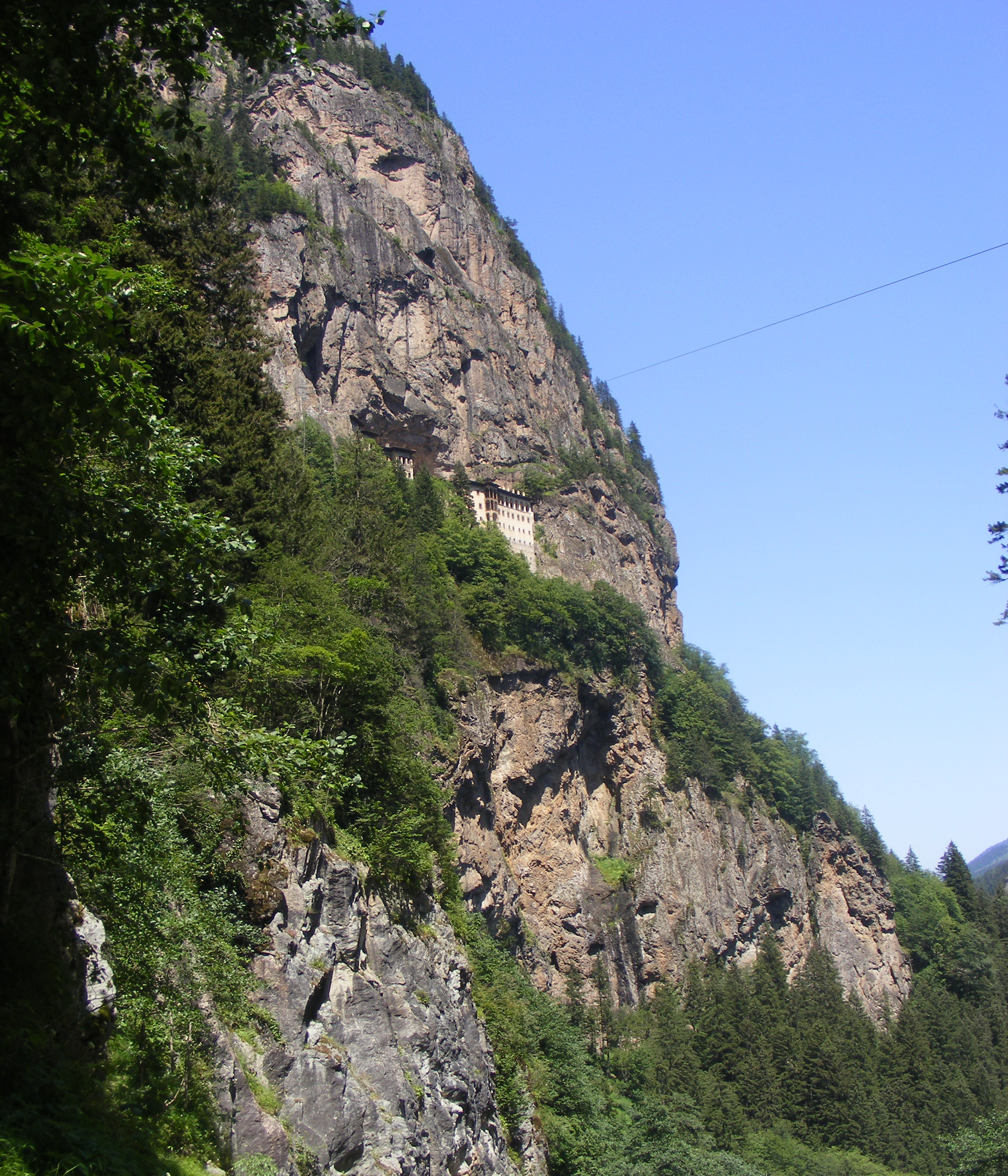

40°30′N 40°30′E / 40.500°N 40.500°E